# Charles Alston
Charles Alston (28 de novembre de 1907 - 27 d'abril de 1977) va ser un artista, muralista i mestre estatunidenc. Va iniciar la seva carrera artística mentre estudiava a la Universitat de Colúmbia, on va obtenir el seu títol de Master of Fine Arts (MFA). Il·lustrava portades d'àlbums per al músic de jazz Duke Ellington i portades de llibres per al poeta Langston Hughes. Va tenir la influència dels muralistes mexicans, en particular de Diego Rivera.
Alston va pintar murals a través de Harlem, inclosos els murals relacionats amb la Gran Depressió com a part del Projecte d'Art Federal de la Works Progress Administration. D'aquestes obres, la més coneguda és una sèrie de murals creada per Alston i altres artistes de Harlem per al centre de salut Harlem Hospital Center.
Els esbossos proposats per als murals van ser objectats per dos dels directius de l'hospital, perquè consideraven que hi havia un nombre excessiu de negres representats en aquests. Tot i això, gràcies a l'ajuda financera de Louis T. Wright, el primer afroamericà a formar part del personal de l'Hospital, l'assumpte va rebre suficient publicitat i suport com per permetre que els murals es concloguessin.
L'obra de Alstons sovint incorporava trets de l'Art africà. Durant la Gran Depressió, va dirigir juntament amb l'escultor Henry Bannarn el taller Harlem Art Workshop, on van educar artistes com ara Jacob Lawrence. Alston va ser el primer instructor afroamericà de l'Art Students League de Nova York (1950-1971) i del Museu d'Art Modern de Nova York (1956). Es va convertir en professor a la City University of New York el 1973. A part dels seus murals, algunes de les seves pintures, escultures i il·lustracions formen part de les col·leccions permanents al Metropolitan Museum of Art i del Whitney Museum of American Art.

## Biografia

### Joventut
Charles Henry Alston va néixer el 28 de novembre de 1907 a Charlotte (Carolina del Nord), fill del reverend Primus Prisse Alston i Ana Elizabeth Miller Alston, i era el més jove de cinc fills Només van sobreviure tres últims la infància: La seva germana Rousmaniere i els seus germans Wendell i Carlos
El seu pare va néixer a l'esclavitud el 1851 a Pittsboro (Carolina del Nord), després de la Guerra Civil Americana, es va graduar en el Sant Col·legi Sant Agustí i es va convertir en un ministre prominent i fundador de l'Església Episcopal de Sant Miquel. Se li va descriure com unhome de raça: Un afroamericà que va dedicar el seu talent a la promoció de la raça negra. El reverend Alston conèixer la seva dona quan ella era una estudiant de la seva escola. Charles va ser anomenat "Spinky" pel seu pare, sobrenom que va mantenir com a adult. El 1910, quan Charles tenia tres anys, el seu pare va morir sobtadament d'una hemorràgia cerebral.
El 1913 es va casar amb Anna Alston Harry Bearden. Mitjançant aquest matrimoni, el futur artista Romare Bearden es va convertir en primer de Charles. Les dues famílies Bearden vivien al mateix carrer. L'amistat entre Charles i Romare duraria tota la vida. De petit Alston copiava els dibuixos de trens i cotxes que pintava seu germà gran, Wendell. Charles també va jugar amb el fang, fent una escultura de Carolina del Nord.
El 1915 la família es va mudar a Nova York, com moltes altres moltes famílies afroamericanes durant la Gran Migració Negra. El padrastre de Alston, Henry Bearden, va partir abans que la seva dona i fills per aconseguir una feina com a supervisor d'operacions d'ascensor és en el Bretton Hotel de Upper West Side. La família vivia en Harlem. Durant la Gran Depressió, la gent de Harlem va patir molt econòmicament. Lafortalesa estoicaque es veu dins de la comunitat es va expressar més tard en obres d'art de Carles. Durant els seus anys a l'escola pública 179 de Manhattan, els seus capacitats artístiques ja eren conegudes, i se li demanava que dibuixés tots els cartells de l'escola durant els seus anys allà.

### Universitat
Alston es va graduar en la DeWitt Clinton High School, on va destacar per la seva excel·lència acadèmica i va ser l'editor d'art de la revista de l'escola, The Magpie. Va ser membre deAresta - National Honor Societyi també va estudiar dibuix i anatomia els dissabtes a l'escola de la National Academy of Design. A l'escola secundària realitzaria la seva primera pintura a l'oli, aprenent gràcies a la seva tia Bessy J. Bearden, on assistien artistes com Duke Ellington o Langston Hughes. Després de graduar el 1925, va assistir a la Universitat de Colúmbia, després de no aconseguir una beca per a l'Escola de Belles Arts de la Universitat Yale. Alston va entrar en el programa d'arquitectura només a perdre l'interès a veure la manca d'èxit de molts arquitectes afroamericans en el sector. Després també va estar experimentant amb medicina, fins que va entrar en el programa de belles arts. Durant la seva estada a Colòmbia es va unir a Alpha Phi Alpha, va treballar alColumbia Daily Spectatori va dibuixar caricatures per a la revista de l'escolaJester of Columbia. També va treballar en restaurants i clubs de Harlem, on incrementaria el seu amor pel jazz i la música negra. El 1929 es va graduar i va obtenir una beca per estudiar a la Teachers College, Columbia University, on va obtenir el seu Mestratge el 1931.

### Últims anys
Entre 1942 i 1943 Alston va ser col·locat en l'exèrcit en Fort Huachuca, Arizona. En tornar a Nova York el 8 d'abril de 1944, es va casar amb Myra Adele Logan, una interna a l'Hospital de Harlem. Es van conèixer quan ell treballava en un el projecte dels murals de l'hospital. Es van anar a viure a la Edgecomb Avenue, prop de Highbridge Park. La parella vivia a prop de la família, en les seves reunions freqüents Alston gaudia cuinant i Myra tocava el piano. Durant la dècada de 1940 Alston també va prendre classes d'art de tant en tant, estudiant amb Alexander Kostellow.
El gener de 1977 Myra Logan va morir. Mesos més tard, el 27 d'abril de 1977, Charles SpinkyAlston va morir després d'una llarga lluita contra el càncer. seva funeral es va dur a terme en l'Església EpiscopalSt Martinsel 21 de maig de 1977, a Nova York.

## Carrera professional

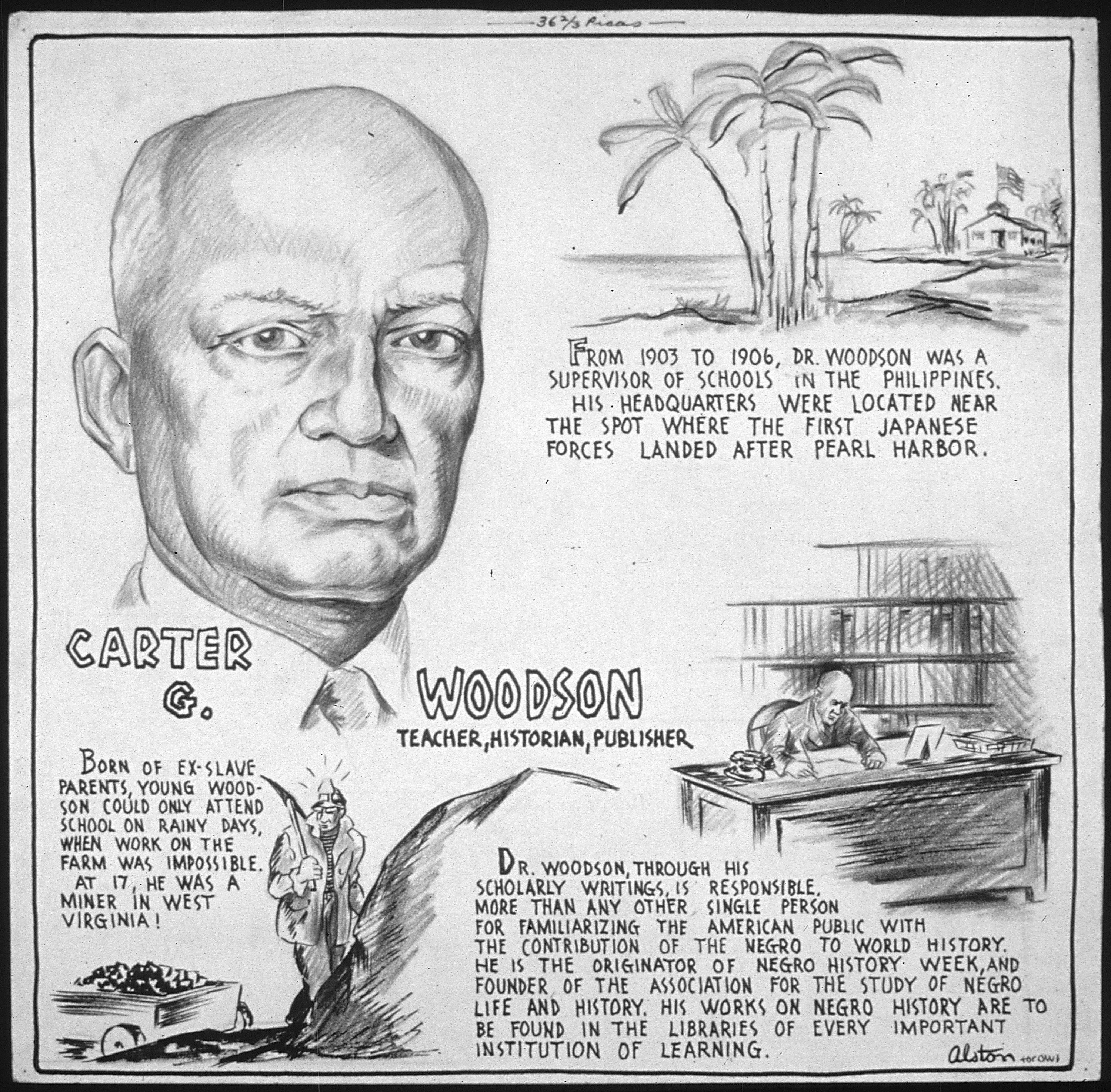
Carter G. Woodson, Il·lustració, de l'Oficina de la guerra

Mentre que l'obtenció del seu títol de mestratge, Alston va ser director dels nens treballen a la Casa dels Nens de la utopia, iniciat per James Lesesne Wells. Ell també va començar a l'ensenyament en el Harlem Taller d'Arts, fundada per l'Augusta Savage al soterrani del que avui és el Centre Schomburg per a la Investigació de la Cultura Negre. estil d'ensenyament de Alston va ser influenciat per l'obra de John Dewey, Arthur Wesley Dow i Thomas Munro. Durant aquest període, Alston va començar a ensenyar als 10 anys, Jacob Lawrence, a qui una forta influència. Alston va ser introduït en Àfrica art pel poeta Alain Locke. En a finals de 1920 es va unir a artistes Alston negre Bearden i altres que es van negar a exposar en William I. Harmon Foundation mostra, que va comptar amb tots els artistes i negre en les seves exposicions itinerants. Alston i els seus amics van pensar que les exposicions van ser curades per un públic blanc, una forma de segregació que els homes van protestar. No volia deixar de banda, però exposats en el mateix nivell que els seus companys d'art de cada color de la pell.
El 1938, el Rosenwald Fons, sempre que els diners per viatjar a Alston del Sud, que va ser la seva primera declaració des que va sortir d'allà com un nen. El seu viatge amb Giles Hubert, un inspector de la Farm Security Administration, li va donar accés a certes situacions i fotografiar a molts aspectes de la vida rural. Aquestes fotografies serveixen com a base per a una sèrie de retrats de gènere "que representen la vida negre del sud. El 1940 es va acabar', els agricultors del tabac, el retrat d'un jove agricultor negre en blanc mico i una camisa blava amb una mirada jove però seriós en el seu rostre, assegut al davant del paisatge i els edificis que treballa en i endins Aquest mateix any va rebre una segona ronda de finançament amb càrrec al Fons Rosenwald per viatjar al sud, i va passar un temps prolongat en la Universitat d'Atlanta.
Durant els anys 1930 i 1940, Alston realitzat il·lustracions per a revistes comFortune,Mademoiselle,La Nova,YorkerMelody Makeri altres. També va dissenyar portades de discos per a artistes com Duke Ellington i Coleman Hawkins. Alston es va convertir en artista de personal de l'Oficina d'Informació de Guerra i Relacions Públiques el 1940, la creació de dibuixos de notable afroamericans. Aquestes imatges van ser utilitzades en més de 200 diaris negre a tot el país pel govern per "fomentar la bona voluntat de la ciutadania negra".
Alston finalment va deixar el seu treball comercial per centrar-se en la seva pròpia obra d'art. El 1950 es va convertir en el primer afroamericà instructor en l'Art Students League, on va romandre a la facultat fins a l'any 1971. El 1950, la seva pintura va ser exhibida al Museu Metropolità d'Art de Nova York i la seva obra va ser un dels pocs adquirit pel museu. Va aconseguir la seva primera exposició individual el 1953 a la Galeria John Heller, que va representar a artistes com Roy Lichtenstein. Va exposar cinc vegades entre 1953 i 1958.
El 1956 es va convertir en el primer afroamericà instructor al Museu d'Art Modern, on va impartir classes durant un any abans d'anar a Bèlgica en nom del MOMA i el Departament d'Estat. Va ser coordinador de centre dels nens de la comunitat en Expo 58. El 1958 se li va concedir una beca i va ser elegit com a membre de l'Acadèmia Americana d'Arts i Lletres.
El 1963 va cofundar Alston Espiral. Amb Romare Bearden i Hale Woodruff va servir com un col·lectiu de la conversa i l'exploració artística d'un gran grup d'artistes que" el negre dirigida artistes s'han de relacionar amb la societat nord-americana en un moment de la segregació ". Artistes i seguidors es van reunir per a les arts en espiral, com Emma Amos, Perry Ferguson i Merton Simpson
 Aquest grup va ser la versió de 1960 de 306, i Alston va ser descrit com un "activista intel·lectual". El 1968 va parlar a Columbia sobre el seu activisme i en l'espiral de mitjans dels anys 60 va crear una exposició d'obres d'art en blanc i negre. No obstant això, l'exposició no va ser patrocinada oficialment pel grup per desavinences internes del grup.
El 1968 Alston va rebre un nomenament presidencial de Lyndon Johnson per al Consell Nacional de la Cultura i les Arts. Major John Lindsay el va designar a la Nova York Comissió d'Art el 1969. Ell es va fer professor de temps complet a la universitat de la Ciutat de Nova York el 1973, on ell havia ensenyat des de 1968. El 1975 va ser guardonat amb el primer Premi a l'Alumne Distingit de l'Escola Normal. l'estudiant d'art de Lliga va crear un mèrit de 21 anys beca el 1977 sota el nom de Alston per commemorar cada any del seu mandat.

### Pintant una persona i una cultura
Alston va compartir espai d'estudi amb Henry Bannarn al 306 W. 141 St, que va servir com un espai obert per a artistes, fotògrafs, músics, escriptors i similars. Altres artistes que van celebrar espai d'estudi en 306, com Jacob Lawrence, Addison Bat i el seu germà Lleó. Durant aquest temps, Alston va fundar el Gremi d'Artistes de Harlem amb Savage i Elba Lightfoot per treballar per la igualtat en la Works Progress Administration.
Durant els primers anys a la 306W, Alston es va centrar en el domini del retrat. Les seves primeres obres com Retrat d'un home (1929) són d'estil realista i detallat. En el seu Noia en un vestit vermell (1934) i La camisa blava (1935), utilitza tècniques modernes i innovadores per als seus retrats de les persones joves de Harlem. Camisa blau es creu que és un retrat de Jacob Lawrence. Durant aquest temps ell també va crear Man Seated with Travel Bag (c. 1938-1940), que mostra l'ambient sòrdid i ombrívol, en contrast amb el treball com el vodevil carregada de racisme (c. 1930) i caricatura a l'estil d'un home amb la cara pintada de negre.
Inspirat en el seu viatge cap al sud, Alston va començar la seva "sèrie de la família" a la dècada de 1940. i angulositat venir a través dels rostres dels joves en els seus retrats "" Sense títol (Retrat d'una nena) i Sense títol (Retrat d'un nen). Aquests treballs també mostren la influència que escultura africana tenia en el seu retrat, que mostra, amb el retrat d'un nen, es mostra més cubista. Més tard, retrats de família mostren l'exploració de Alston de simbolisme religiós, color, forma i espai. Els seus retrats de grups familiars sovint sense rostre, que diu Alston és la forma en què l'Amèrica blanca vistes negres. Pintures com Família(1955) mostren a una dona asseguda i un home de peu amb dos fills - els pares semblen gairebé solemne, mentre els nens es descriuen com l'esperança i amb un ús del color fet famós per Cézanne. En el Grup Familiar(c. 1950) Alston ús de gris i ocre, els que reuneix els pares i el fill com si amb motius geomètrics connectant entre si com si un misteri. La simplicitat de la mirada, l'estil i l'emoció en la família és un reflex i probablement inspirat per viatge al sud de Alston. El seu treball durant aquest temps ha estat descrita com "caracteritzat per l'ús reductiu de manera combinada amb un sol de tons". Durant aquest temps també va començar a experimentar amb tinta i pintura de rentat, vist en obres com Retrat de dona (1955), així com la creació de retrats per il·lustrar la música que l'envoltava a Harlem. Blues Singer# 4 mostra una cantant a l'escenari amb una flor blanca a l'espatlla i un vestit vermell intens, reminisecent d'Ella Fitzgerald. La noia del vestit vermell es creu que pot ser Bessie Smith, a qui va dibuixar diverses vegades quan estava gravant i actuant. El jazz va ser una influència important en el treball de Alston i la vida Socil, en representació de si mateix en altres treballs com jazz (1950) i Harlem de nit.
El moviment de drets civils 1960 va influir en la seva obra en gran manera amb les obres d'art influenciades per les relacions de desigualtat i de la raça als Estats Units. Una de les seves poques obres d'art religiós va ser creada el 1960, el cap de Crist, amb un angular Amedeo Modigliani en el seu retrat de Jesucrist. Set anys més tard es crea Mai ho deia de debò, oi, Sr Charlie?, Que, en un estil similar a cap de Crist mostra a un home negre de peu contra un cel vermell "mirant tan frustrat com qualsevol persona pot mirar", d'acord amb Alston.

#### Modernisme
Experimentant amb l'ús de negatius i formes orgàniques en la dècada de 1940, a mitjans de 1950 Alston va començar a crear tota mena de pintures d'estil modernista. Dona amb flors (1949) ha estat descrita com un tribut a Amedeo Modigliani i l'art africà fa una altra aparició forta en Cerimonial(1950).
Obres sense títol durant l'era de mostrar l'ús de la superposició de colors amb colors apagats per crear simples resums de capes encara viuen. Símbol (1953) es refereix al Guernica de Picasso, que era una de les obres favorites de Alston
El seu treball de final de la dècada de 1950, Walking serveix com un precursor de la dècada de 1960: Moviment pels drets civils als Estats Units La pintura, que es va inspirar en la xarxa Montgomery Bus Boycott, ha arribat a representar "l'augment de l'energia entre els afroamericans per organitzar en la seva lluita per la plena igualtat". Sobre l'obra d'art, Alston se cita "La idea d'una marxa va anar creixent ... Va ser en l'aire i aquesta obra acaba d'arribar. El vaig anomenar Walking a propòsit. No era la militància que es va veure més tard. Va ser un passeig, no gaire definit que es remunta, sens dubte.

#### Blanc i Negre
El Moviment pels drets civils als Estats Units de la dècada de 1960 va ser una gran influència per Alston. Considerat com un dels seus períodes més poderosos i impressionants, en la dècada de 1950 va començar a treballar fins en blanc i negre fins a mitjans de 1960. Algunes de les obres són simples esbossos de tinta negra sobre paper blanc, similar a un Test de Rorschach.
Untitled (c. 1960) mostra un campionat de boxa amb gran senzillesa, amb un intent d'expressar el drama de la lluita a través de només unes poques pinzellades. Alston va treballar amb oli sobre masonite durant aquest període. Gris, blanc i negre s'uneixen per lluitar per un espai en un art abstracte, en una forma més suau que l'obra de Franz Kline. Alston va continuar explorant la relació entre els tons monocromàtics en tota la sèrie que Wardlaw descriu com "algunes de les obres més profundament belles del segle XX en l'art americà".

### Murals
Les primeres obres de Charles Alston es van inspirar en l'obra d'Aaron Douglas, Diego Rivera i José Clemente Orozco. El 1943, Alston va ser elegit al Consell d'administració de la Societat Nacional de Pintors Murals. Ell va crear els murals per a l'Hospital de Harlem, Golden State Mutual, Museu Americà d'Història Natural, l'Escola Pública 154, la família del Bronx, el Tribunal Penal i l'Abraham Lincoln High School de Brooklyn.

#### Mural de l'Hospital de Harlem

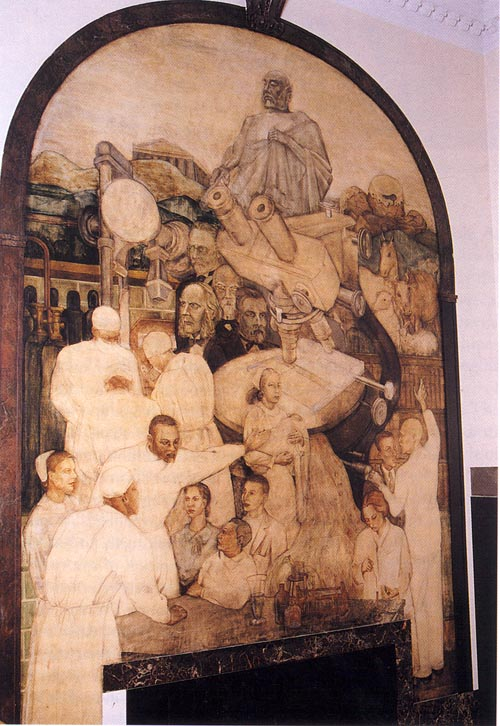
La medicina moderna(1936) a l'Hospital de Harlem

Originalment contractat com a pintor de cavallet, el 1935, Alston va esdevenir el primer supervisor afroamericà a treballar per a la Works Progress Administration en el seu Federal Art Project a Nova York, que també serviria com el seu primer mural treball En aquest moment se li va atorgar Número WPA Projecte 1262 - una oportunitat de supervisar a un grup d'artistes durant la creació de Mural és i supervisar la seva pintura per a l'Hospital de Harlem. La comissió de govern per primera vegada atorgada als artistes afroamericans, incloent Beauford Delaney, Seabrook Powell i Vertis Hayes També va tenir l'oportunitat de crear i pintar la seva pròpia contribució a la col·lecció:.Magic in Medicine i Modern Medicine. Aquestes pintures van ser part d'un díptic completat el 1936 i representen la història de la medicina en la comunitat afroamericana. Beauford Delaney va treballar com a assistent. A l'hora de crear els murals Alston es va inspirar en l'obra d'Aaron Douglas, que un any abans havia creat l'obra d'art públic Aspects of Negre Life per a la New York Public Library, i investigat les tradicions de la cultura africana, incloent medicina tradicional africana. Magic in Medicinerepresenta a la cultura africana i es considera un dels "primers escenaris públics dels Estats Units d'Àfrica". Tots els dibuixos murals presentats van ser acceptades per la FAP, però, quatre se'ls va negar la creació per l'hospital superintendent Lawrence T. Dermody i el comissionat dels hospitals SS Goldwater, a causa de l'excessiva quantitat d'afro-americans en representació de les obres. Els artistes van lluitar la resposta a través de cartes i quatre anys més tard va aconseguir obtenir el dret de completar els murals. Els esbossos per Magicen MedicinayMedicina Modernas'exhibeix al Museu d'Art Modern de Nova York "Nous horitzons en l'art americà"

##### Conservació
Els murals de Alston van ser penjats al Pavelló de la Dona de l'hospital sobre de radiador és destapats, cosa que va provocar que les pintures es deterioressin pel vapor. El 1959, Alston estima, en una carta a enviada al Departament d'Obres Públiques de Nova York, que la restauració costaria 1.500 dòlars, però els fons mai van ser adquirits. El 1968, després de la mort de Martin Luther King Jr, Alston va rebre un altre encàrrec, per a la creació d'un altre mural per a l'hospital, per ser col·locat en un pavelló que portaria el nom de l'assassinat líder dels drets civils, es va titular Man Emerging from the Darkness of Poverty and Ignorance into the Light of a Better World (home sortint de la foscor de la pobresa i la ignorància a la llum d'un món millor).
Després de la mort de Alston el 1977 es va formar un comitè, incapaç de recaptar fons per a la conservació dels murals originals. El 1991, laMunicipal Art Society, (Societat Municipal d'Art) va posar en marxa un programa de murals i els murals de l'Hospital de Harlem van ser elegits. Una subvenció de la germana de Wilson Alston Rousmaniere i de la seva germanastra Aida Bearden Winters va ajudar a completar la restauració de les obres el 1993. L'any 2005 l'Hospital de Harlem anunciar un projecte de restauració de 2 milions de dòlars.

#### Murals de la Golden State Mutual
A finals de 1940 Alston es va involucrar en un projecte de mural encarregat per laGolden State Mutual Life Insurance Company, que va demanar als artistes crear treballs que impliquessin aportacions afroamericanes a l'assentament de Califòrnia. Alston va col·laborar amb Hale Woodruff en els murals en un gran estudi de Nova York, on van utilitzar escales per arribar a la part superior de la tela. Les obres d'art, que es va considerar"una contribució valuosa per a l'art narratiu americà", consta de dos panells:Exploration and Colonization, d'Alstom iSettlement and Developmentde Woodruff. La peça d'Alstom tracta sobre el període post-colonial de 1527 al 1850. James Beckworth, Biddy Mason i William Leidesdorff són retratats al mural històric. Els murals, que van ser donats a conèixer el 1949, han estat en exhibició al vestíbul de la seu central de Golden State Mutual. causa a la crisi econòmica Golden State es va veure obligat a vendre tota la seva col·lecció d'art per protegir-se de les seves deutes i la primavera del 2011, el Museu Nacional d'Història i Cultura Afroamericana va oferir $ 750.000 per comprar les obres d'art, fet que va portar a una controvèrsia pel que fa a la importància de les obres d'art que s'han estimat en un valor d'almenys $ 5 milions. Es va demanar que els murals fossin declarats com a símbol de la ciutat pel Los Angeles Conservancy. L'Estat de Califòrnia va declinar la proposta filantròpiques per mantenir els murals en la seva ubicació original i e la Smithsonian Institution va retirar la seva oferta. Els murals estan en espera de destinació en els tribunals de Califòrnia

### Escultura
Alston també va crear escultures. Head of a Woman, (Cap de dona)(1957) mostra el seu avanç cap a un "enfocament reduccionista i modern de l'escultura .... on els trets facials es va suggerir en lloc d'una formulació completa en tres dimensions". El 1970, Alston va rebre l'encàrrec de l'Església de la Comunitat de Nova York de crear un bust de Martin Luther King Jr per $ 5.000, amb nombre limitat de còpies. El 1990 el bust de bronze de Martin Luther King Jr (1970), va esdevenir la primera imatge d'un afroamericà Exposada a la Casa Blanca.

### Recepció
El crític d'art Emily genau va declarar que Altson es va negar a ser encasellat, en relació amb la seva exploració de diverses obres d'art en el seu Patró Lemoine Pierce va dir sobre el treball de Alston:. "Mai vaig pensar en ell com un artista innovador, Alston generalment ignora les tendències d'art popular i viola moltes de les convencions de l'art, ha realitzat pintures abstractes i figuratives sovint al mateix temps, negant-se a ser estilísticament coherent, i durant la seva carrera de 40 anys va treballar prolíficament i sense demanar disculpes, tant en l'art comercial com en les belles arts ".
Romare Bearden descriu Alston com "... un dels artistes més versàtils, l'enorme habilitat el va portar a una diversitat d'estils ..." Bearden descriu també la professionalitat i l'impacte que Alston va tenir a Harlem i la comunitat afroamericana: "Va ser un artista consumat i una veu en el desenvolupament de l'art afroamericà que mai va dubtar de l'excel·lència de la sensibilitat de totes les persones i la capacitat creativa durant la seva llarga carrera professional, Alston ha enriquit considerablement la vida cultural de Harlem. En un sentit profund, era un home que va construir ponts entre els artistes afroamericans i entre els nord-americans en diferents camps. " June Jorda descriu a Alston com "un artista americà de primera magnitud"

## Exposicions rellevants
- A Force for Change, group show, 2009, Spertus Museum, Chicago
- Canvasing the Movement, group show, 2009, Reginald F. Lewis Museum of Maryland African-American History & Culture[20][21]
- On Higher Ground: Selections From the Walter O. Evans Collection, group show, 2001, Henry Ford Museum, Michigan[22]
- Rhapsodies in Black: Art of the Harlem Renaissance, group show, 1998, Corcoran Gallery of Art, Washington, D.C.[23]
- In the Spirit of Resistance: African-American Modernists and the Mexican Muralist School, group show, 1996, The Studio Museum in Harlem, New York[24]
- Charles Alston: Artist and Teacher, 1990, Kenkeleba Gallery, New York[1]
- Masters and Pupils: The Education of the Black Artist in New York, 1986, Jamaica Arts Center, New York[25]
- Hundred Anniversary Exhibition of Paintings and Sculpture, 1975, Art Students League of New York, New York
- Solo exhibition, 1969, Huntington Hartford Gallery of Modern Art, New York.
- Solo exhibition, 1968, Fairleigh Dickinson University, New Jersey[1]
- A Tribute to Negro Artists in Honor of the 100th Anniversary of the Emancipation Proclamation, group show, 1963, Albany Institute of History and Art[3]